# 鉄道模型専門店

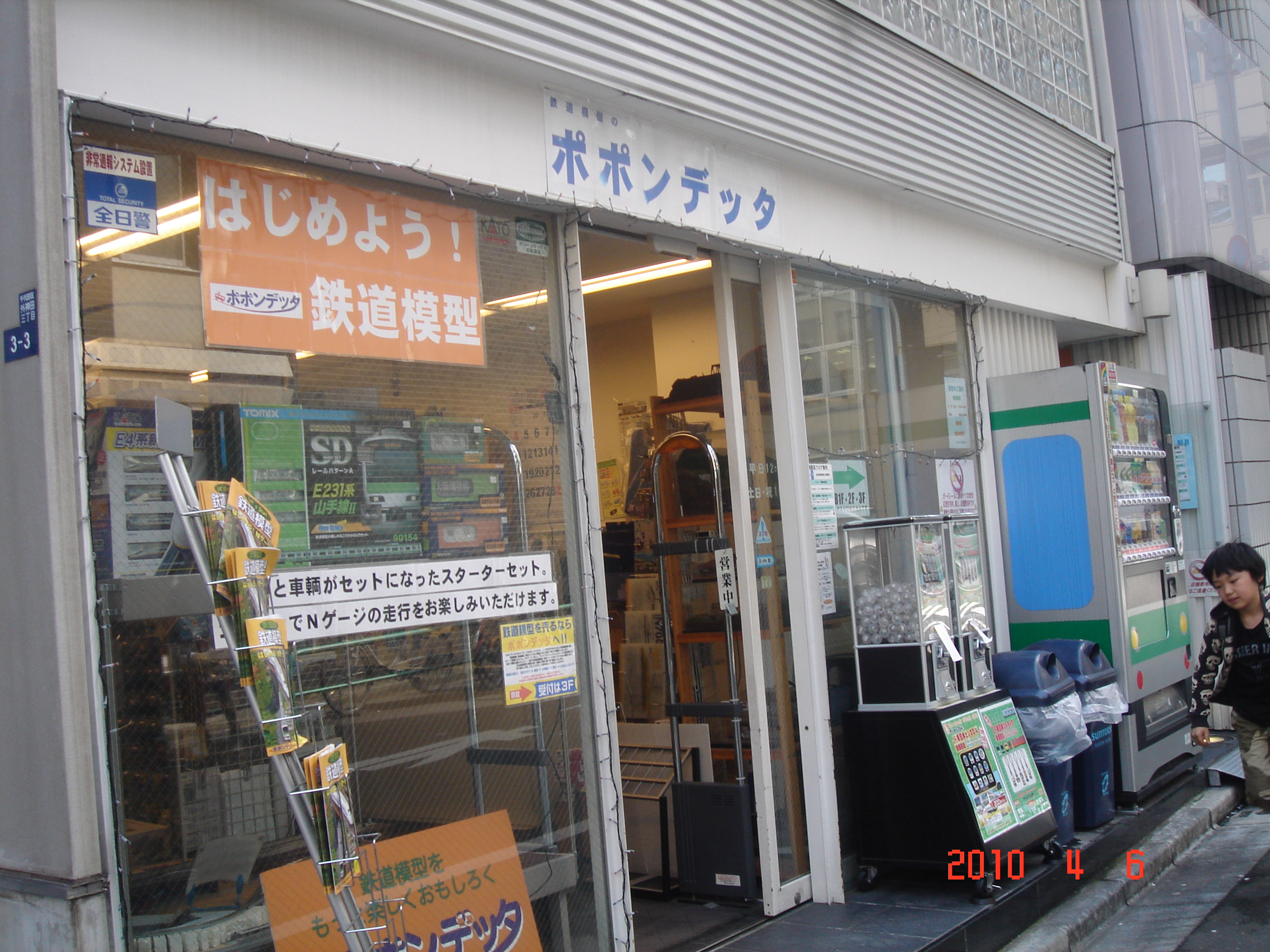
ポポンデッタ 秋葉原店

鉄道模型専門店（てつどうもけいせんもんてん）は鉄道模型を専門に取り扱う模型小売店。

## 概要
鉄道模型を専門に扱う模型店は模型店全体からみると少数派であるが、鉄道模型愛好者からは支持される。鉄道模型以外に、各種工作素材、書籍・資料、鉄道模型の各種スケールに近似するプラモデル・模型を扱う店も存在し、オリジナル商品やを展開する店も存在する。
基本的にはスケール・ゲージを限定しない店が多いが、スケール・ゲージを限定した販売体系を取る店も存在する。　

## 店舗形態
鉄道模型メーカーの直営店・ショールーム、個人店、会社組織による模型店等に分かれる。
店によっては、商品知識、アフターケア等で量販店の模型コーナーを凌駕する店主がいる場合があり、この点における安心感が愛好者の支持を集める。また、細かいパーツなどの取り付けによるディテールアップをすることが出来る工作能力を持った店主がいる場合もあり、この点においても量販店とは全く違った販売体系を展開している。
また、店独自のオリジナル製品を製造・発売している場合や、模型車輌を走行させることの出来るレイアウトを自作している店もある。